# Tournoi d'ouverture du championnat du Belize de football 2018
Navigation
Saison précédente Saison suivante
Le Tournoi Apertura 2018 est le dix-septième tournoi saisonnier disputé au Belize.
C'est cependant la 38e fois que le titre de champion du Belize est remis en jeu.
Lors de ce tournoi, le Belmopan Bandits va tenter de conserver son titre de champion du Belize face aux sept meilleurs clubs beliziens.
Chacun des huit clubs participants est confronté deux fois aux autres équipes. Puis les quatre meilleurs s'affronteront lors d'une phase finale à la fin de la saison.
Seulement une place peut-être qualificative pour la Ligue de la CONCACAF.

## Les 8 clubs participants
Ce tableau présente les huit équipes qualifiées pour disputer le championnat 2018-2019 sous réserve d'abandon ou de nouvelle inscription. On y trouve le nom des clubs, le nom des stades dans lesquels ils évoluent ainsi que la capacité et la localisation de ces derniers.
| Club                           | Stade                       | Capacité | Ville       |
| Altitude Assassins FC (en)     | Stade Michael Ashcroft (en) | 2 000    | Mango Creek |
| Defence Force                  | Stade MCC Grounds           | 2 000    | Belize City |
| Belmopan Bandits               | Stade Isidoro Beaton        | 2 500    | Belmopan    |
| Paradise/Freedom Fighters (en) | Toledo Union Field (en)     | -        | Punta Gorda |
| Police United                  | Stade Isidoro Beaton        | 2 500    | Belmopan    |
| San Pedro Pirates FC (en)      | Stade Ambergris             | -        | San Pedro   |
| Verdes FC                      | Stade Norman Broaster       | 2 000    | San Ignacio |
| Wagiya (en)                    | Stade Carl Ramos            | 3 500    | Dangriga    |

Localisation des clubs engagés dans le championnat
| \| Defence Force Verdes FC Belmopan Bandits Police United Altitude Assassins FC Wagiya Paradise/Freedom Fighters San Pedro Pirates FC \| |
| Defence Force Verdes FC Belmopan Bandits Police United Altitude Assassins FC Wagiya Paradise/Freedom Fighters San Pedro Pirates FC       |

## Compétition
Le tournoi Apertura se déroule de la façon suivante, en deux phases :
- La phase régulière : les dix-huit journées de championnat.
- La phase finale : les matchs aller-retour allant des demi-finales à la finale.

### Phase régulière
Lors de la phase régulière les neuf équipes affrontent à deux reprises les huit autres équipes selon un calendrier tiré aléatoirement.
Les quatre meilleures équipes sont qualifiées pour le second tour.
Le classement est établi sur le barème de points classique (victoire à 3 points, match nul à 1, défaite à 0).
Le départage final se fait selon les critères suivants :
- Le nombre de points.
- La différence de buts générale.
- Le nombre de buts marqué.

| Rang | Équipe                         | Pts | J  | G  | N | P | Bp | Bc | Diff |
| ---- | ------------------------------ | --- | -- | -- | - | - | -- | -- | ---- |
| 1    | Belmopan Bandits T             | 33  | 14 | 10 | 3 | 1 | 39 | 9  | +30  |
| 2    | Verdes FC                      | 33  | 14 | 11 | 0 | 3 | 37 | 13 | +24  |
| 3    | San Pedro Pirates FC (en)      | 22  | 14 | 7  | 1 | 6 | 24 | 18 | +6   |
| 4    | Police United                  | 18  | 14 | 5  | 3 | 6 | 22 | 28 | -6   |
| 5    | Altitude Assassins FC (en)     | 18  | 14 | 6  | 0 | 8 | 20 | 34 | -14  |
| 6    | Paradise/Freedom Fighters (en) | 14  | 14 | 4  | 2 | 8 | 30 | 43 | -13  |
| 7    | Wagiya (en)                    | 13  | 14 | 4  | 1 | 9 | 20 | 35 | -15  |
| 8    | Defence Force                  | 11  | 14 | 3  | 2 | 9 | 16 | 28 | -12  |

| Légende : Qualifications et relégations | Légende : Qualifications et relégations |
| --------------------------------------- | --------------------------------------- |
|                                         | Qualifié pour le second tour            |
|                                         | T Tenant du titre                       |

| Résultats (▼dom., ►ext.)                                   | Ass | Def | Belm | Fre | Pol | SPe | Ver | Wag |
| Altitude Assassins FC (en)                                 |     | 2-1 | 0-3  | 3-2 | 2-3 | 0-4 | 1-2 | 2-1 |
| Defence Force                                              | 0-1 |     | 0-0  | 2-3 | 2-0 | 1-2 | 2-4 | 0-3 |
| Belmopan Bandits                                           | 4-0 | 5-0 |      | 4-1 | 4-4 | 0-1 | 1-0 | 5-0 |
| Paradise/Freedom Fighters (en)                             | 4-5 | 2-2 | 2-5  |     | 0-6 | 3-4 | 3-0 | 3-1 |
| Police United                                              | 2-1 | 1-3 | 0-3  | 2-2 |     | 1-0 | 0-5 | 1-1 |
| San Pedro Pirates FC (en)                                  | 6-1 | 0-1 | 0-0  | 1-3 | 0-1 |     | 1-2 | 2-1 |
| Verdes FC                                                  | 1-0 | 2-1 | 0-1  | 5-0 | 3-0 | 3-1 |     | 7-0 |
| Wagiya (en)                                                | 1-2 | 3-1 | 1-4  | 3-2 | 2-1 | 1-2 | 2-3 |     |
| - Victoire à domicile - Match nul - Victoire à l'extérieur |     |     |      |     |     |     |     |     |

### La Phase Finale
Les quatre équipes qualifiées sont réparties dans un tableau final d'après leur classement général.
En cas d'égalité sur la somme des deux matchs, c'est l'équipe ayant marqué le plus de buts à extérieur qui l'emporte puis une prolongation et une séance de tirs au but ont éventuellement lieu.

#### Tableau
|  |                           |            |            |            |            |                  |   |        |        |        |        |        |
|  | 1/2 finale                | 1/2 finale | 1/2 finale | 1/2 finale | 1/2 finale |                  |   | Finale | Finale | Finale | Finale | Finale |
|  |                           |            |            |            |            |                  |   |        |        |        |        |        |
|  |                           |            |            |            |            |                  |   |        |        |        |        |        |
|  | Belmopan Bandits          | (1)        | 1          | 1          | 2          |                  |   |        |        |        |        |        |
|  | Belmopan Bandits          | (1)        | 1          | 1          | 2          |                  |   |        |        |        |        |        |
|  | Police United             | (4)        | 1          | 0          | 1          |                  |   |        |        |        |        |        |
|  | Police United             | (4)        | 1          | 0          | 1          | Belmopan Bandits |   | 4      | 1      | 5      |        |        |
|  |                           |            |            |            |            | Belmopan Bandits |   | 4      | 1      | 5      |        |        |
|  |                           |            | Verdes FC  |            | 2          | 2                | 4 |        |        |        |        |        |
|  | Verdes FC                 | (2)        | Verdes FC  | 4          | 2          | 2                | 4 | 1      | 5      |        |        |        |
|  | Verdes FC                 | (2)        |            | 4          |            |                  |   | 1      | 5      |        |        |        |
|  | San Pedro Pirates FC (en) | (3)        | 1          | 2          | 3          |                  |   |        |        |        |        |        |
|  | San Pedro Pirates FC (en) | (3)        | 1          | 2          | 3          |                  |   |        |        |        |        |        |

#### Demi-finales
| Club             | Aller | Retour | Club                      | Commentaire |
| Belmopan Bandits | 1-1   | 1-0    | Police United             | total = 2-1 |
| Verdes FC        | 4-1   | 1-2    | San Pedro Pirates FC (en) | total = 4-3 |

#### Finale
| Match aller      | Verdes FC | 2-4   | Belmopan Bandits |  |  |
| 16 décembre 2018 |           | (1-2) |                  |  |  |

| Match retour     | Belmopan Bandits | 1-2 | Verdes FC |  |
| 22 décembre 2018 |                  |     |           |  |

## Bilan du tournoi
| Tournoi d'ouverture du championnat de football du Belize 2018 |                             |
| Champion                                                      | Belmopan Bandits (9e titre) |
| Qualifications continentales                                  |                             |
| Ligue de la CONCACAF 2019                                     | [ 1 ]                       |

## Statistiques

### Buteurs
| Rang | Nom             | Équipe           | Buts |
| 1    | Georgie Welcome | Belmopan Bandits | 17   |
| 2    |                 |                  | -    |
| 3    |                 |                  | -    |